# 島津陸奥守
島津陸奥守（しまづむつのかみ）は、日本の鎌倉時代に陸奥国名取郡と宮城郡、後の仙台の近辺に住んだと伝えられる武士である。陸奥守は官名で、実の名は不明。薩摩国の島津氏との関係も不明である。

## 解説
島津陸奥守については同時代的史料がなく、仙台の前史について書いた江戸時代の複数の史書・地誌に記される。短い記述をまとめれば、島津陸奥守は野手口山（大年寺山）にある茂峯城（茂ヶ崎城）に居り、ついで千代城（仙台城）に移り住んだ。文永元年（1264年）に島津陸奥守が天神社の社殿を小俵村（小田原村）の玉崎山中（現在の仙台東照宮がある地）に建てて移したという伝えもあるが、移したのは別の人で島津陸奥守は再造したとする伝えもある。後に彼は陸奥国を去り、対馬国に移った。
地誌の一部は、島津氏の後に結城氏が仙台地方に城を構えたことも伝えている。戦国時代には国分氏が一帯を支配したことが確実なのだが、その国分氏の系図は、国分氏が鎌倉時代の初めから、戦国末の国分氏の領国とほぼ同じ地域を代々支配してきたと記す。島津氏・結城氏に関する伝えは、国分氏系図と矛盾するものである。